# Élections législatives de 1957 au Honduras britannique

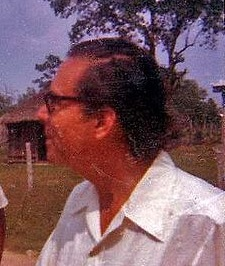
Le Premier ministre bélizien George C. Price en 1976.

Les Élections législatives de 1957 au Honduras britannique ont eu lieu le 20 mars.

## Forces en présence
Le Parti uni du peuple (PUP) au pouvoir a remporté l'ensemble des neuf sièges. Il s'agit de la première élection que le PUP abordait sous la direction de George Cadle Price, une fonction qu'il conservera jusqu'en 1996.
Le Parti hondurien de l'indépendance (HIP), l'un des prédécesseurs du Parti démocratique uni, avait été fondée l'année précédente par une faction du PUP hostile à George Cadle Price et dirigée par Leigh Richardson, un ancien leader du PUP. Le parti a présenté cinq candidats, mais n'est pas parvenu à obtenir un siège.
Il s'agit par ailleurs de la dernière élection du Parti national. En 1958, le Parti national et le Parti hondurien de l'indépendance fusionneront pour former le Parti de l'indépendance nationale.
Charles Westby, le seul candidat du Parti national qui avait été élu lors des élections de 1954, se présentait cette fois en tant qu'indépendant.

## Résultats
| Partis politiques                               | Voix  | %      | Sièges | +/- |
| ----------------------------------------------- | ----- | ------ | ------ | --- |
| Parti uni du peuple (PUP)                       | 6876  | 61.32  | 9      | +1  |
| Parti hondurien de l'indépendance (HIP)         | 2057  | 18.34  | 0      |     |
| Parti national                                  | 1449  | 12.92  | 0      | -1  |
| Indépendants                                    | 832   | 7.42   | 0      |     |
| Total                                           | 11214 | 100.00 | 9      |     |
| Votes non valables                              | 420   |        |        |     |
| Total des votes valables (participation: 52.7%) | 11634 |        |        |     |
| Électeurs enregistrés                           | 22058 |        |        |     |

## Sources
- (en) Cet article est partiellement ou en totalité issu de l’article de Wikipédia en anglais intitulé « British Honduras general election, 1957 » (voir la liste des auteurs).